# Tot alhora a tot arreu
Tot alhora a tot arreu (originalment en anglès, Everything Everywhere All at Once) és una pel·lícula de comèdia dramàtica absurda estatunidenca del 2022 escrita i dirigida per Daniel Kwan i Daniel Scheinert (coneguts col·lectivament com "els Daniels"), que la van coproduir amb els germans Russo. És protagonitzada per Michelle Yeoh com una dona sinoestatunidenca auditada per l'Internal Revenue Service que descobreix que ha de connectar-se amb versions d'universos paral·lels d'ella mateixa per evitar que un ésser poderós provoqui la destrucció del multivers. Stephanie Hsu, Ke Huy Quan, Jenny Slate, Harry Shum Jr., James Hong i Jamie Lee Curtis apareixen en papers secundaris. La pel·lícula va ser descrita pel New York Times com un "remolí anàrquic de gèneres" i inclou elements de la comèdia negra, la ciència-ficció, la fantasia, les pel·lícules d'arts marcials i l'animació. Ha estat doblada i subtitulada al català. Ha estat la pel·lícula amb més nominacions a l'edició del 2023 dels Oscar.
Kwan i Scheinert havien investigat el concepte del multivers des del 2010 i van començar a escriure el guió el 2016. Escrit originalment per a Jackie Chan, el paper principal va ser posteriorment reelaborat i ofert a Yeoh. El rodatge principal va començar el gener de 2020 i va concloure el març quan la pandèmia de la COVID-19 va arribar als Estats Units. La banda sonora de la pel·lícula inclou música composta per Son Lux, amb col·laboracions amb els músics Mitski, David Byrne, André 3000 i Randy Newman.
Tot a la vegada a tot arreu es va exhibir a South by Southwest l'11 de març de 2022 i va comptar amb una estrena limitada als Estats Units el 25 de març, abans de llançar-se oficialment el 8 d'abril amb la distribució d'A24. La pel·lícula va rebre un gran reconeixement de la crítica; els comentaris van elogiar la imaginació, la direcció, les actuacions de Yeoh, Hsu i Quan i el tractament de temes com l'existencialisme, el nihilisme i la identitat asiàticoamericana. Ha recaptat més de 100 milions de dòlars a tot el món, tot superant Hereditary (2018) com la pel·lícula més taquillera d'A24.
Va aconseguir només una de les deu estatuetes a què optava als 76ns Premis BAFTA.

## Argument
Quan una ruptura interdimensional altera la realitat, una immigrant xinesa als Estats Units es veu embolicada en una aventura salvatge en què només ella pot salvar el món. Perduda al multivers, aquesta heroïna inesperada ha de canalitzar els seus nous poders per lluitar contra els estranys i desconcertants perills. Una versió del seu marit (qui està pensant en el divorci en aquesta realitat) li explica que un ésser malèfic vol destruir el multivers i que ella en un altre pla va ser la persona qui va descobrir com saltar entre mons i aprofitar les experiències entre ells i, per tant, és la candidata a enfrontar-s'hi. Més endavant, la protagonista descobreix que aquesta amenaça és la seva filla, amb qui no manté una bona relació i que en una altra dimensió va empènyer a explorar tant que li va fracturar la ment. Combinant la força de l'amor, la lluita i l'enginy, la mare ha de salvar la jove d'ella mateixa i de pas el multivers. Pel camí descobreix que la vida que ella menyspreava és l'única que val la pena.

## Repartiment
- Michelle Yeoh com a Evelyn Quan Wang
- Stephanie Hsu com a Joy Wang/Jobu Tupaki
- Ke Huy Quan com a Waymond Wang
- Jenny Slate com a Debbie
- Harry Shum Jr. com a Chad
- James Hong com a Gong Gong[22]
- Jamie Lee Curtis com a Deirdre Beaubeirdre

## Dimensió existencialista del film
Al llarg de la pel·lícula podem detectar el tractament de diferents temes: primer l'existencialisme, més tard el nihilisme i, finalment, l'absurd. El nihilisme i l’absurd comparteixen unes mateixes creences bàsiques, però aquest últim, a diferència del nihilisme, rebutja la visió pessimista, desesperançadora i apocalíptica de les coses, oferint una solució: l’acceptació. Accepten que la vida no té sentit, però decideixen viure-la igualment, ja que ho veuen més aviat com quelcom positiu. Gaudint del moment sense pensar en els “i si…” es revelen en contra d’aquesta necessitat de trobar-li una raó a tot.
El sentiment nihilista l’encarna de ple Jobu Tupaki, la versió de Joy amb el fet que ha de combatre Evelyn, ja que vol provocar una destrucció multiversal. Jobu adopta un sentiment totalment pessimista, gaudint el sofriment que provoca i mostrant desinterès per una vida que no té ni cap ni peus; malgrat tot, si es reprimeix en alguns dels seus actes és perquè en el fons del seu ser té l’esperança de trobar-li sentit a la vida, per molt complicat o impossible que sembli.
Tot a la vegada a tot arreu es caracteritza pel surrealisme de la història i dels fets que se succeeixen, com per exemple el fet de tindre salsitxes com a dits a les mans, que l'única via per viatjar al multivers sigui menjant bàlsam de llavis o que una simple ronyonera tingui el poder de tombar mortalment a tot un equip de guàrdies armats. Per molt irreal que ens paregui tot plegat, el que se’ns vol fer entendre és que tot el que podem imaginar pot convertir-se en una realitat; tot el que som i el ser de tot allò que ens envolta és resultat d’un seguit d’eleccions, que per molt que semblessin petites i irrellevants en el seu moment, d’haver-se donat d’una altra manera, les conseqüències haguessin estat totalment diferents; això involucraria la ramificació i la creació d’un nou univers, com li explica una versió de Waymond a l’Evelyn d’aquest multivers.
Evelyn, en l’últim tram del film fa molt seva la filosofia relacionada amb Albert Camus: l’absurd.           Al llarg del seu viatge pel multivers, la protagonista sent encara més el pes del fracàs d’amunt seu en conèixer les diferents versions de si mateixa en les que hagués pogut arribar a convertir-se. Finalment, però, Evelyn accepta la seva condició i la vida corrent que porta per damunt de les millors vides de les altres Evelyn’s perquè reconeix que res, sigui com sigui, no té sentit i que, per tant, ella mateixa pot crear el seu propi.